# Mimocopelates longipes
Mimocopelates longipes är en kräftdjursart som beskrevs av Wilson 1989. Mimocopelates longipes ingår i släktet Mimocopelates och familjen Munnopsidae. Inga underarter finns listade i Catalogue of Life.